# Хепенинг
Хепенинг (енгл. happening), догађај, дешавање или збивање је облик акционе уметности настао шездесетих година 20. века као производ теорија савремене уметности, а главни творци су А. Капров, Ј. Ј. Лебел, Р. Востел, Т Кантор. Хепенинг представља истраживање експресивног потенцијала уметничког потврђивања које се одвија у реалном времену. Реч је о жељи за директним обухватањем дела стварности преко уметничке акције. Производ новог дадаизма и новог реализма, концепт хепенинга је резултат теорија француског теоретичара уметности, Пјера Рестања и развијао се паралелно у Паризу и Њујорку.

## Значење и циљеви
Хепенинг (у дословном преводу „збивање”) је псеудоуметнички облик организовања приредби шездесетих година 20. века, у САД и у Европи, који изненадним гротескним догађањем, ефектима усмереним на спонтану провокацију и техникама које иритирају гледаоце доводи у питање уобичајене начине мишљења и шаблоне осећања уносећи нешто неочекивано у свакидашњицу као противљење веровању да је ова у свему предвидива.
Хепенинг жели да изазове деловање и асоцијације које у учесницима треба да изазову друкчији однос према свету, да их претворе од пасивних конзумената онога што им се нуди у активне учеснике. Хепенинг је настао и може се објаснити као протест против отуђивања од природе и механизације човека у потрошачком друштву, које живи у условима индустријске рекламе која усмерава свест и у условима прихваћених табуа и конвенција.
Његова ширина облика досеже од систематски компонованог, по свом ефекту већ унапред прорачунатог хепенинга, преко слободније импровизације, која свесно оставља простора случајнности и могућности за спонтаност, до јефтине неозбиљности са често коришћеним, већ овешталим надражајним моментима, шаблонима и фразама у духу времена.
Екстензиван и похлепан на сензације, свесно шокирајући до егзибиционизма, а ипак у свом често неповезаном резултату увек далеко заостајући како иза теорије тако и иза очекивања, хепенинг је упркос искрености у настојањима ипак неискрен у оном изједначавању збивања са уметношћу, што пропагандистички обећавају сами приређивачи хепенинга.
Као облик спектакла уклапа се у процес дезинтеграције стила, присутне у модерној уметности на свим нивоима. Он је логички наставак театарских иновација А. Жарија и А. Артоа, који своје исходиште налазе у дадаизму, а воде апсурду. Хепенинг садржи у себи елементе психодраме, тоталног позоришта, поп уметности, колективног ритуала, итд.
Већ је Џексон Полок својим акционим сликарством скренуо пажњу на сам чин стварања ликовног дела као на једну врсту посебног догађаја.
Хепенинг као појам, настао је за потребе дефинисања новог схватања уметничке теорије и праксе, односно брисање граница између појединих уметничких дисциплина, а касније је почео да се употребљава и у вануметничким активностима. Хепенинг се најизразитије манифестује у деловању флуксуса, уметничког покрета који је деловао у Европи и САД после 1962. године а тежио је интермедијалношћу, тј. истовременим радом у музици, перформансу, асамблажу, поезији и хепенингу.
Циљ хепенинга је да се традиционални израз у уметности прошири, а уметност споји са свакодневницом коју је при томе могуће тумачити и апстраховати.

## Познати представници у хепенингу
- Алан Капров, (1927. - 2006)
- Џон Кејџ, (1912. - 1992)
- Георг Брехт, (1926.-2008)
- Базон Брок, (1936.- 1998)
- Волф Востел, (1932.-1998)
- Јоко Оно, (1933.-)
- Ал Хансен, (1927. - 1995) и други.

Код чистих хепенинга сценарио није тачно одређен, што омогућава настанак неочекиваних догађаја и непредвидиве поступности (представници миксмедијалног типа Јозефа Бојса).